# 십이운성
십이운성(十二運星)은 사주팔자에 있어서 계절의 흐름에 따라 자기 계절의 성(盛)과 쇠(衰)의 정도를 나타나는 것이며, 운을 보는 데에 있어서 활용하는 것 중 하나이다. 십이운성은 장생(長生), 목욕(沐浴), 관대(冠帶), 건록(乾祿), 제왕(帝旺), 쇠(衰), 병(病), 사(死), 묘(墓), 절(絶), 태(胎), 양(養)이다.

## 사주팔자에 있어서 계절의 구조
계절은 사주팔자에 있어서 가장 중요하게 보는 요소 중 하나이다. 사주팔자에 있어서 계절은 춘하추동(春夏秋冬), 4개의 계절이 있고 각 계절은 생성하는 기운, 왕성하는 기운, 사라지는 기운이 각각 존재한다. 따라서 땅에 존재하는 계절의 기운을 갖고 있는 지지(地支)는 총 12개이다. 이때, 인(寅)과 묘(卯), 진(辰)은 봄의 기운, 사(巳)와 오(午), 미(未)는 여름의 기운, 신(申)과 유(酉), 술(戌)은 가을의 기운, 해(亥)와 자(子), 축(丑)은 겨울의 기운을 가진다. 이때 각 지지가 해당하는 계절을 자기 계절, 자기 계절 앞의 계절을 이전 계절, 자기 계절 뒤의 계절을 다음 계절, 자기 계절과 반대되는 계절을 반대 계절이라고 한다. 예컨대, 자기 계절이 봄이면, 이전 계절은 겨울이고, 다음 계절은 여름이며 반대 계절은 가을이 된다.

## 종류
십이운성의 종류는 말 그대로 12가지이며 장생, 목욕, 관대, 건록, 제왕, 쇠, 병, 사, 묘, 절, 태, 양이 바로 그것이다. 설명을 하면 아래와 같다.
- 장생(長生) : 한자를 뜻풀이하면 '새로 태어나다.'라는 뜻이며, 새롭게 시작하다는 의미이다.
- 목욕(沐浴) : 말 그대로 몸을 씻는 뜻이며, 녹이 들고 썩은 것을 깨끗이하다는 의미이다.
- 관대(冠帶) : 한자를 뜻풀이하면 '갓을 쓰고, 띠를 매는 때"라는 뜻이며, 성숙하다는 의미이다.
- 건록(乾祿) : 한자를 뜻풀이하면 '하늘로부터 녹을 받다.'라는 뜻이며, 재산적 소득을 얻다는 의미이다.
- 제왕(帝旺) : 한자를 뜻풀이하면 '매우 왕성하다.'라는 뜻이며, 마치 삶의 주인이 된 것처럼의 절정 시기를 의미한다.
- 쇠(衰) : 왕성해지면서 점점 기운이 사라지면서, 쇠퇴한다는 의미이다.
- 병(病) : 기운이 쇠하면서 병이 든다는 뜻이며, 문제점이 생긴다는 의미이다.
- 사(死) : 죽다는 뜻이며, 힘 같은 것이 고갈되었다는 의미이다.
- 묘(墓) : 무덤에서 잠들다는 뜻이며, 취침이나 휴식을 의미한다.
- 절(絶) : 전 생애에서 모든 것이 끊어진다는 뜻이며, 지난 일들을 청산하고 처리하다는 의미이다.
- 태(胎) : 형태가 잘 드러나지는 않지만, 존재가 드러나는 것으로, 작은 잠재력을 의미한다.
- 양(養) : 태아가 자라는 것을 의미하며, 잠재력이 성장하고 있다는 의미이다.

## 천간별 십이운성
십이운성은 천간 하나에 열두 개의 지지의 십이운성은 각각 다르게 나타난다. 양간(갑목(甲木), 병화(丙火), 무토(戊土), 경금(庚金), 임수(壬水))은 이전 계절 맹월에서 자기 계절의 기운이 생성하고, 자기 계절 중월에 자기 계절의 기운이 왕성하고, 다음 계절 계월에 자기 계절의 기운이 사라진다. 음간(을목(乙木), 정화(丁火), 기토(己土), 신금(辛金), 계수(癸水))의 경우에는 다음 계절 중월에 자기 계절의 기운이 생성하고, 자기 계절 맹월에 자기 계절의 기운이 왕성하고, 반대 계절의 계월에 자기 계절의 기운이 사라진다. 이는, 양의 기운과 음의 기운은 서로 상반되기 때문에 양간은 계절의 기운이 순행하는 것이고, 음간은 계절의 기운이 역행하는 것이다. 또한, 10개의 천간은 각각 왕성하는 시기가 모두 다르기 때문이다. 10개의 천간의 십이운성은 다음과 같다.
| 천간 | 子   | 丑   | 寅   | 卯   | 辰   | 巳   | 午   | 未   | 申   | 酉   | 戌   | 亥   |
| ---- | ---- | ---- | ---- | ---- | ---- | ---- | ---- | ---- | ---- | ---- | ---- | ---- |
| 甲   | 목욕 | 관대 | 건록 | 제왕 | 쇠   | 병   | 사   | 묘   | 절   | 태   | 양   | 장생 |
| 乙   | 병   | 쇠   | 제왕 | 건록 | 관대 | 목욕 | 장생 | 양   | 태   | 절   | 묘   | 사   |
| 丙   | 태   | 양   | 장생 | 목욕 | 관대 | 건록 | 제왕 | 쇠   | 병   | 사   | 묘   | 절   |
| 丁   | 절   | 묘   | 사   | 병   | 쇠   | 제왕 | 건록 | 관대 | 목욕 | 장생 | 양   | 태   |
| 戊   | 태   | 양   | 장생 | 목욕 | 관대 | 건록 | 제왕 | 쇠   | 병   | 사   | 묘   | 절   |
| 己   | 절   | 묘   | 사   | 병   | 쇠   | 제왕 | 건록 | 관대 | 목욕 | 장생 | 양   | 태   |
| 庚   | 사   | 묘   | 절   | 태   | 양   | 장생 | 목욕 | 관대 | 건록 | 제왕 | 쇠   | 병   |
| 辛   | 장생 | 양   | 태   | 절   | 묘   | 사   | 병   | 쇠   | 제왕 | 건록 | 관대 | 목욕 |
| 壬   | 제왕 | 쇠   | 병   | 사   | 묘   | 절   | 태   | 양   | 장생 | 목욕 | 관대 | 건록 |
| 癸   | 건록 | 관대 | 목욕 | 장생 | 양   | 태   | 절   | 묘   | 사   | 병   | 쇠   | 제왕 |

위 표를 보면 병화(丙火)의 십이운성과 무토(戊土)의 십이운성, 정화(丁火)의 십이운성과 기토(己土)의 십이운성은 일치한다. 다시 말해 화(火)의 십이운성과 토(土)의 십이운성은 일치하는데, 이는 토의 경우에는 어느 특정 계절에 해당하지 않고, 각 계절의 끝부분이 해당하고, 그 토를 생(生)하는 것은 화이기 때문에 두 십이운성은 일치한다. 이를 화토동법(火土同法)이라고 한다.

## 같이 보기
- 사주팔자
- 십성